# Alfred Amschl
Alfred Amschl (* 7. Juni 1852 in Pettau; † 29. August 1926 in Graz) war ein österreichischer Jurist und Schriftsteller.

## Leben
Alfred Amschl kam in der untersteirischen Stadt Pettau (heute Ptuj in Slowenien), die damals etwa 1770 Einwohner zählte, zur Welt. Die ersten zehn Jahre seines Lebens verbrachte er in seiner Geburtsstadt und wohnte mit seinen Eltern im ersten Stock des damaligen Rathauses am städtischen Hauptplatz. Zunächst besuchte er dort die vierklassige Hauptschule. 1862 übersiedelte er in das etwa 30 km entfernte Marburg (heute Maribor in Slowenien), wo er das Gymnasium absolvierte. Anschließend studierte er Rechtswissenschaften an der Karl-Franzens-Universität in Graz bis zur Promotion.
Im Jahre 1876 begann Amschls juristische Laufbahn als Auskultant am Landesgericht in Graz. Vier Jahre später wurde er durch den Justizminister zum Gerichtsadjunkten befördert und nach Frohnleiten versetzt. Nach dreijähriger Tätigkeit am dortigen Bezirksgericht kehrte er 1883 zum Landesgericht nach Graz zurück.
Seine nächste berufliche Station war die im Ennstal gelegene Marktgemeinde Liezen. Hier übte Amschl, der inzwischen zum Bezirksrichter ernannt worden war, für etwa zwei Jahre das Richteramt am Bezirksgericht aus. Anschließend war er ab 1893 als Staatsanwalt-Substitut für drei Jahre am Kreisgericht in der obersteirischen Stadt Leoben tätig. Im Jahre 1896 wurde er durch den Justizminister in derselben Funktion an das Landesgericht nach Graz berufen, wo er dann auch als Mitglied des ersten Zivilberufungssenates wirkte. 1897 wurde Amschl durch Kaiser Franz Josef I. zum Landesgerichtsrat erhoben.
Im Jahre 1899 wurde Amschl zum Staatsanwalt am Landesgericht in Graz ernannt und gleichzeitig zum Obergerichtsrat befördert. Während seiner Tätigkeit bei der Staatsanwaltschaft in Graz bekam er im Jahre 1903 den Titel eines k. k. Oberlandesgerichtsrates verliehen. Etwa 1906 wurde Amschl zum Oberstaatsanwalt ernannt und ihm die Leitung der Oberstaatsanwaltschaft Graz übertragen, die für die Strafverfolgung und -vollstreckung in den Ländern Kärnten, Krain und Steiermark zuständig war. Dieses Amt übte er bis zum Zerfall Österreich-Ungarns aus und ging dann als Senatspräsident in Pension.
Am Abend des 29. August 1926 wurde der 74-jährige am Grazer Jakominiplatz von einer Straßenbahn erfasst und dabei tödlich verletzt. Amschl wurde in seine, inzwischen in Jugoslawien liegende, Geburtsstadt überführt und dort auf dem städtischen Friedhof bestattet.

## Wirken

### Schriften (Auswahl)
- Lieder von A. Berg, (verfasst unter dem Pseudonym: A. Berg), Pierson, Dresden, 1892
- Beiträge zur Anwendung des Strafverfahrens, Bd. 1, Manz, Wien, 1899.
- Über Kriminalität, Rückfall und Strafgrund, (gemeinsam mit Alois Zucker), F. Deuticke, Leipzig/Wien, 1907.
- Beiträge zur Anwendung des Strafverfahrens, Mit einem Anhang: Beispiele von Fragen an die Geschworenen, Bd. 2, 1910.
- Beiträge zur Anwendung des Strafverfahrens, Bd. 3, 1915.
- Aus den Werkstätten des Strafrechtes, U. Moser, Graz, 1924.
- Wiegenland. I. Pettau, II. Gorzaberg, III. Marburg, in: Franz Hausmann (Hrsg.), Südsteiermark, Ein Gedenkbuch, U. Moser, Graz, 1925.
- Poenologische Betrachtungen, Hölder-Pichler-Tempsky, Wien, 1927.

## Ehrungen
- Ritterkreuz des Österreichischen Leopold-Ordens im Jahre 1912[1]